# Big Riders Futebol Americano
Big Riders Futebol Americano é uma equipe de futebol americano brasileira, sediada na cidade do Rio de Janeiro, filiado à Federação de Futebol Americano do Rio de Janeiro. Atualmente utiliza o nome fantasia America Big Riders devido a uma parceria com o America Football Club.

## História

### Saquarema Big Riders
O Saquarema Big Riders, foi uma das equipes pioneiras do futebol americano feminino do Brasil, fundada em 3 de julho de 2004 por Tatiana Sabino na cidade de Saquarema, Rio de Janeiro.
Por ser um time com grande tradição, o Saquarema Big Riders foi o primeiro campeão carioca em 2005 e tricampeão do Saquarema Bowl de 2008 a 2010, ambos torneios na categoria beach football.

### Vasco Big Riders / Patriotas
Em 2012, o Saquarema Big Riders fechou uma parceria com o Club de Regatas Vasco da Gama, passando a ser chamado de Vasco Big Riders. No primeiro ano da parceria, a equipe conquistou o terceiro lugar do Carioca Bowl e o segundo lugar do Saquarema Bowl.
Em 2013, a equipe manteve o terceiro lugar do Carioca Bowl e começou a investir na modalidade flag football, disputando o principal e maior torneio de futebol americano do país, o Circuito Nacional de Flag Football, com a participação de 20 equipes de doze estados, terminando o circuito na quinta colocação geral.
Em 2015, o time mudou de nome novamente, agora para Vasco da Gama Patriotas. No mesmo ano, o Vasco Patriotas disputa pela primeira o Campeonato Brasileiro de Futebol Americano na modalidade tradicional (full pad), o Torneio End Zone. Na estreia derrota o Corinthians Steamrollers por 52 a 0 com seis touchdowns da running back Bia no Estádio Luso-Brasileiro no Rio de Janeiro.
No último jogo da primeira fase, Vasco Patriotas derrota Aracaju Alfa por 22 a 6 em Aracaju, Sergipe e se classifica à final do campeonato.
Na final é derrotado pela equipe Cariocas FA por 34 a 6 no Estádio Luso-Brasileiro.
Na Superfinal do Circuito Nacional de Flag Football 5x5 de 2016 realizado em Campo Grande, Mato Grosso do Sul, a equipe termina na quarta posição com uma campanha de duas vitórias e três derrotas.
No Campeonato Brasileiro de 2016, terceira edição da competição, o primeiro sem o nome Torneio End Zone e o primeiro disputando com pontos corridos, o Vasco Patriotas venceu na estreia o Corinthians Steamrollers por 47 a 0 no Estádio Ronaldo Nazário no Rio de Janeiro.
O time termina a competição na terceira colocação com duas vitórias e uma derrota, mesma campanha do campeão Sinop Coytotes e do vice Cariocas FA, porém com saldo de pontos menor.
No primeiro Campeonato Brasileiro de Beach Flag Football realizado na Praia de Botafogo em 2017, o clube foi representado por duas equipes, o Vasco Trem Bala e o Vasco All Black. O objetivo de desmembrar o Patriotas para esse evento, foi dar experiência a mais jogadoras.
O Vasco All Black conquistou o título derrotando o Fluminense Guerreiras na final por 51 a 44.

### Desligamento com o Vasco da Gama
Em 2017, a equipe volta a se chamar Big Riders, em anúncio em suas redes sociais, após desligamento com o Club de Regatas Vasco da Gama depois de cinco anos de parceria em decorrência também do desligamento da equipe masculina, o Vasco da Gama Patriotas.
No Campeonato Brasileiro de 2017, após eliminar o Brasília Pilots na semifinal por 40 a 0 no Distrito Federal, o Big Riders perde a final no overtime por 18 a 12 para o Fluminense Cariocas no Estádio Rua Bariri.
No Campeonato Brasileiro de 2018, agora nomeado Copa do Brasil, o Big Riders classifica-se à final ao eliminar o Curitiba Silverhawks na semifinal por 14 a 13 no Estádio Rua Bariri. Na final é derrota pelo Sinop Coyotes por 12 a 6 em São Paulo. É seu terceiro vice-campeonato nacional.
Pela primeira vez em sua história uma equipe masculina participa de uma competição oficial. O Big Riders perdeu na estreia da Taça Rio de 2018 por 36 a 2 para o Septiba Captains. Na segunda rodada, o time conquista a primeira vitória de sua história, vencendo o Nova Iguaçu FA por 32 a 8. Na terceira e última rodada, o time é derrotado por 23 a 16 para o Delta Football, terminando a competição na terceira colocação.

### America Big Riders
Em 15 de fevereiro de 2019, o Big Riders anuncia parceria com o America Football Club, passando a utilizar as cores do tradicional clube carioca e o nome America Big Riders.
O time masculino do America Big Riders perdeu na estreia de sua primeira participação no Campeonato Carioca por 40 a 0 para o tradicional e atual campeão da competição, o Flamengo Imperadores. No seu segundo e último jogo, novamente é derrotado, agora pelo também tradicional Vasco Almirantes por 61 a 2. Assim, o time termina a competição na terceira e última colocação.
Na primeira rodada da Taça Rio de 2019, a equipe masculina derrota o Piratas de Copacabana por 9 a 7. Na segunda e última rodada, o time derrota com placar apertado o Nova Iguaçu FA por 46 a 44, classificando-se a final com a melhor campanha. Na final, o America Big Riders vence o Piratas de Copacabana por 24 a 6 no Estádio Louzadão em Mesquita, conquistando o primeiro título da equipe masculina.
No Campeonato Brasileiro Feminino de 2019, agora nomeado Liga BFA - Feminino, o America Big Riders estreia com vitória por 33 a 7 contra o Curitiba Cold Killers. Nas semifinais, o America Big Riders é eliminado pelo Bangu Castores por 28 a 0 no Estádio de Moça Bonita, trazendo a rivalidade entre America e Bangu do futebol carioca para o futebol americano.

## Títulos

### Feminino
Beach flag football
- Campeonato Brasileiro: 2017[a]

Beach football
- Campeonato Carioca: 2005

- Saquarema Bowl: 2008, 2009 e 2010

### Masculino
Modalidade full pad
- Taça Rio: 2019[b]

## Campanhas de destaque

### Feminino
Modalidade full pad
- Vice-campeão do Campeonato Brasileiro: 3 (2015[a], 2017, 2018)
- 3º Colocado do Campeonato Brasileiro: 2016[a]

Flag football
- 4º Colocado do Circuito Nacional de Flag Football 5x5: 2016[a]

## Prêmios individuais
MVP de Defesa do Campeonato Brasileiro
- Laís Alves (2016)